# 岳南富士岡駅
岳南富士岡駅（がくなんふじおかえき）は、静岡県富士市富士岡にある岳南電車岳南鉄道線の駅である。駅番号はGD07。

## 歴史
- 1951年（昭和26年）12月20日：岳南鉄道の駅として開業。
- 2013年（平成25年）4月1日：経営移管に伴い、岳南電車の駅となる。
- 2021年（令和3年）8月21日：駅構内に留置されている電気機関車を展示する「がくてつ機関車ひろば」を開設。同時に「がくてつ機関車ひろば前」の副駅名を設定[2]。

## 駅構造
島式ホーム1面2線を有する地上駅で無人駅。
かつて、当駅から東海電化工業富士工場 (ADEKA) への専用線があったが現在は撤去されている。また広栄化学工業富士工場（朝日化学工業）の貨物取扱も行われていたが、これも既に廃止されている。
駅構内には検修設備の他に側線があり、かつて貨物輸送などで活躍した電気機関車4両（ED291、ED501、ED402・ED403）が留置されている。過去には5000系（元・東急5000系電車）も留置されていたが、2008年（平成20年）7月頃に解体処分された。

### のりば
| のりば         | 路線        | 方向 | 行先         |
| -------------- | ----------- | ---- | ------------ |
| 北側（駅舎側） | ■岳南鉄道線 | 下り | 岳南江尾方面 |
| 南側           | ■岳南鉄道線 | 上り | 吉原方面     |

- 稀に当駅で岳南江尾行き列車が車両交換を実施する場合があり、この場合入庫する列車が北側ホームに入り、出庫する列車が南側ホームに入る。

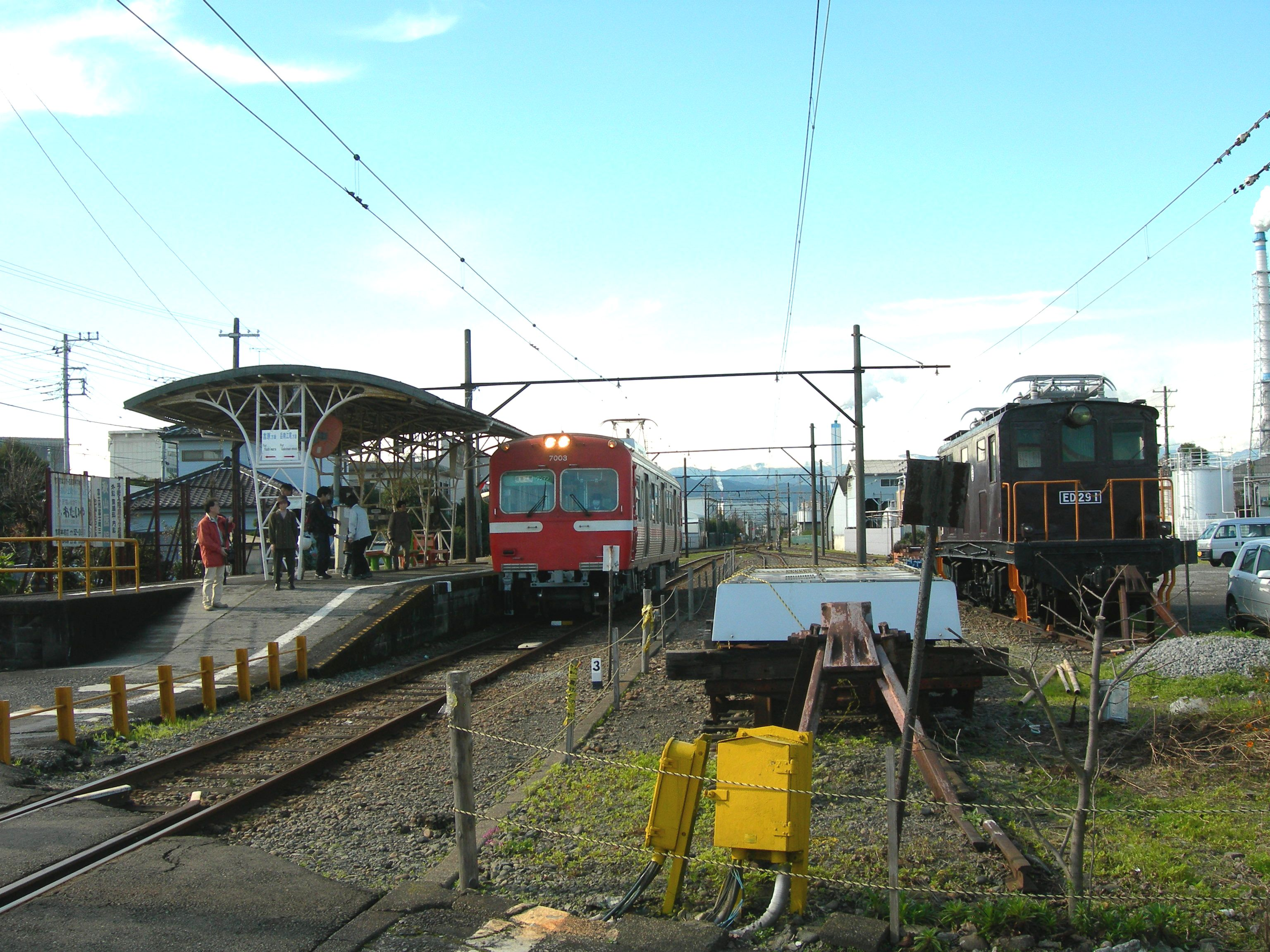
駅ホーム（2009年12月）
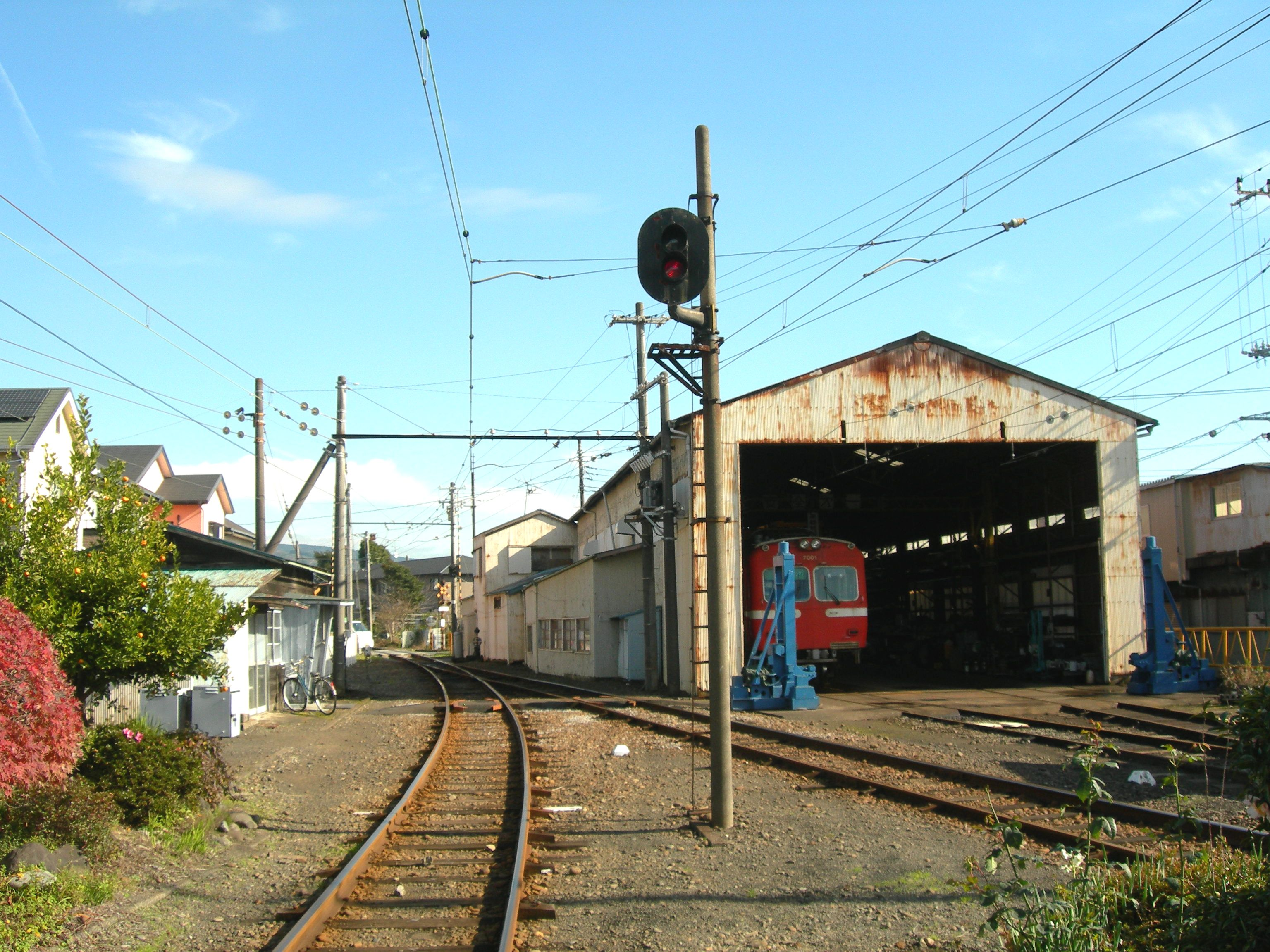
検修設備（右側）（2009年12月）
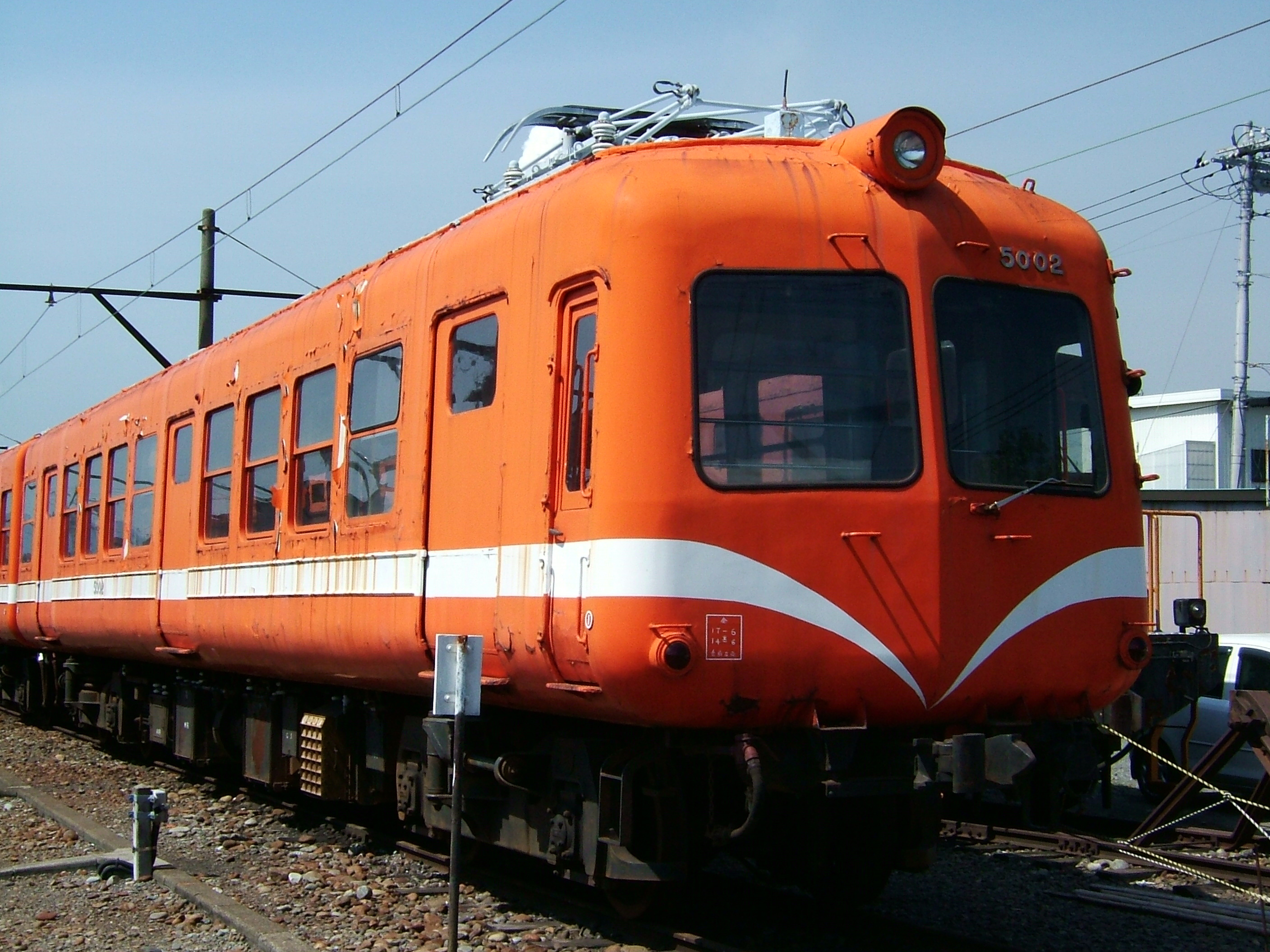
駅構内に留置されていた5000系電車（2004年9月）

## 利用状況
『静岡県統計年鑑』によれば、1日平均の乗降人員は以下の通りである。
| 年度               | 1日平均 乗降人員 | 乗車人員 | 降車人員 |
| ------------------ | ---------------- | -------- | -------- |
| 2001年（平成13年） | 318              | 145      | 173      |
| 2002年（平成14年） | 275              | 123      | 152      |
| 2003年（平成15年） | 260              | 117      | 143      |
| 2004年（平成16年） | 254              | 115      | 139      |
| 2007年（平成19年） | 240              | 114      | 126      |

## 1985年時の常備貨車
- 東海電化工業所有
  - タム8000形（過酸化水素専用）1両
  - タサ5600形（過酸化水素専用）10両
  - タキ1150形（過酸化水素専用）8両
  - タキ22800形（過酸化水素専用）1両
- 日本陸運産業所有
  - タキ9900形（ガソリン専用）1両
  - タキ35000形（ガソリン専用）2両
  - タキ18600形（液化アンモニア専用）4両

「昭和60年版私有貨車番号表」『トワイライトゾーンMANUAL13』ネコ・パブリッシング、2004年

## 駅周辺
- ADEKA 富士工場
- 富士市役所吉永まちづくりセンター
- 富士市立東図書館
- 富士市立吉永第一小学校
- 富士市立吉原東中学校
- 富士市立高等学校
- 湧水公園

### がくてつ機関車ひろば
がくてつ機関車ひろばは、当駅の構内に留置されていた電気機関車4両を再塗装し、展示を行っている施設。2021年（令和3年）8月21日に開園した。なお、展示されている機関車は、貨物営業当時の状態を少しでも再現させるため、無電圧化した架線を残し、「私鉄EL愛好会」の協力によりパンタグラフを上げて集電する状態を復元するとともに、一部の機関車にて前照灯や汽笛等を再現できる整備が行われた。
| 車両名 | 製造年             | 引退年             | 備考 |
| ------ | ------------------ | ------------------ | --- |
| ED501  | 1928年（昭和3年）  | 2012年（平成24年） | |
| ED291  | 1927年（昭和2年）  | 1993年（平成5年）  | 引退以降は、予備車扱いで保管されていた。                                                                                      |
| ED402  | 1965年（昭和40年） | 2012年（平成24年） | |
| ED403  | 1965年（昭和40年） | 2012年（平成24年） | 貨物輸送終了直前に発電機が故障し、復旧する事なく廃車された。 展示にあたり、大昭和製紙で施したカラーリングへの復元が行われた。 |

## 隣の駅
岳南電車
■岳南鉄道線
比奈駅 (GD06) - 岳南富士岡駅 (GD07) - 須津駅 (GD08)